# Kemp Powers

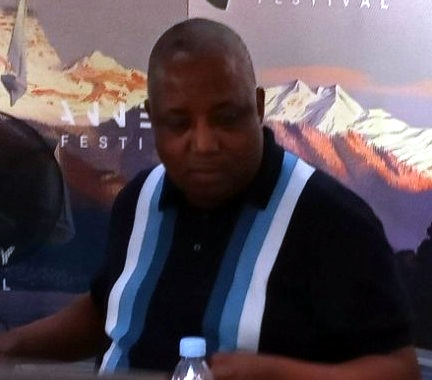
Kemp Powers in Annecy 2022

Kemp Powers (* in New York City) ist ein US-amerikanischer Dramatiker und Drehbuchautor für Film und Fernsehen.

## Leben
Kemp Powers wurde in New York geboren und wuchs in Brooklyn auf. Er besuchte sowohl die Howard University als auch die University of Michigan. An der Howard University, wo er Englisch studierte, gehörte die spätere Marvel-Autorin Yona Harvey zu seinen Kommilitonen. Bevor er für Theater, Film und Fernsehen arbeitete, war Powers als Journalist tätig.
In seinen 2004 veröffentlichten Memoiren The Shooting berichtet Powers von seiner Kindheit in Brooklyn und der versehentlichen Tötung seines besten Freundes im Alter von 14 Jahren bei einer Schießerei. Die Idee zu seinem Stück One Night in Miami..., das im Juni 2013 im Rogue Machine Theatre in Los Angeles in einer Inszenierung von Carl Cofield uraufgeführt wurde, entstand bereits in seiner Zeit als Studienanfänger. Seine größten Vorbilder seien damals Muhammad Ali, Jim Brown, Malcolm X und Sam Cooke gewesen, und als Powers, selbst Afroamerikaner, herausfand, dass diese vier tatsächlich Freunde waren, sei er überwältigt gewesen, auf eine Art schwarze Justice League of America gestoßen zu sein. Die Nacht vom 25. Februar 1964 sei für ihn besonders faszinierend gewesen, als Cassius Clay in Miami Sonny Liston schlug und mit gerade einmal 22 Jahren Box-Weltmeister im Schwergewicht wurde.
Zu seinen weiteren Stücken gehören The Two Reds, Christa McAuliffes Eyes Were Blue und Little Black Shadows. Letzteres wurde im April 2018 im South Coast Repertory auf der Julianne Argyros Stage uraufgeführt. Little Black Shadows spielt Anfang der 1850er Jahre vor dem Bürgerkrieg in Georgia, wo afroamerikanische Kinder einem Zwillingspaar, zwei weißen Teenagern, als Sklaven dienen. Der Begriff „Little Black Shadows“ bezeichnete einen Haussklaven, ein Kind, dessen Aufgabe es war, auch ein Spielkamerad für ein Kind im Haus zu sein, in vielen Fällen ein Kind im gleichen Alter oder auch etwas jünger.
Im September 2020 stellte die Schauspielerin Regina King bei den Internationalen Filmfestspielen von Venedig ihr Regiedebüt One Night in Miami vor, das auf Powers’ gleichnamigem Stück basiert, der dieses für den Film adaptierte. Etwa zur gleichen Zeit arbeitete Powers am Drehbuch für Pete Docters Trickfilm Soul. Es handelt sich bei Soul um den ersten Pixar-Film mit einem schwarzen Charakter als Protagonist, was insbesondere Powers zu verdanken ist.
Powers arbeitete auch als Autor von fünf Folgen der Fernsehserie Star Trek: Discovery. Was er an Science Fiction liebe, sei die Gelegenheit, Regeln für eine Welt der Zukunft zu etablieren, nach denen Menschen in dieser Welt völlig selbstverständlich interagieren.
Powers ist ein Gründungsmitglied des Dramatiker-Kollektivs „The Temblors“ in Los Angeles, wo er lebt. Im Herbst 2020 erwarb Powers hier ein Haus in Baldwin Hills.
Im Sommer 2021 wurde Powers Mitglied der Academy of Motion Picture Arts and Sciences.

## Werke (Auswahl)
- The Shooting: A Memoir. Da Capo Press, 2004, ISBN 978-1-56858-320-4
- One Night in Miami.... Oberon Modern Plays, Oberon Books, London, Oktober 2016, ISBN 978-1-78682-058-7.
- Little Black Shadows. 2018.

## Filmografie
- 2017: Star Trek: Discovery (Fernsehserie, 5 Folgen)
- 2020: Soul
- 2020: One Night in Miami
- 2023: Spider-Man: Across the Spider-Verse

## Auszeichnungen (Auswahl)
Mill Valley Film Festival
- 2020: Aufnahme in die „Variety’s 10 Screenwriters To Watch“[14]

Oscar
- 2021: Nominierung für das Beste adaptierte Drehbuch (One Night in Miami)
- 2024: Nominierung für den Beste Animationsfilm (Spider-Man: Across the Spider-Verse)

Ted Schmitt Award
- 2013: Auszeichnung in der Kategorie World Premiere of an Outstanding New Play (One Night in Miami...)[15]

Writers Guild of America Award
- 2021: Nominierung für das Beste adaptierte Drehbuch (One Night in Miami)[16]